# Dora Wegmann
Dora Wegmann (* 13. Juni 1939 in Winterthur; † 12. März 2001 in Pfaffhausen (Gemeinde Fällanden); heimatberechtigt in Volketswil und Winterthur) war eine Schweizer Theologin und Pfarrerin und Gründerin der ökumenischen Frauenbewegung in Zürich aus dem Kanton Zürich.

## Leben
Dora Wegmann war eine Tochter von Jakob Wegmann, Handelslehrer, und Dora Trümpler. Sie absolvierte eine Ausbildung zur Primarlehrerin. Sie war Jugendsekretärin beim Christlichen Verein Junger Frauen. Ab 1962 studierte sie Theologie in Zürich und Heidelberg. Von 1970 bis 1982 arbeitete sie als Pfarrerin in Fällanden. Sie machte eine Weiterbildung in Psychologie und wechselte ins Spitalpfarramt.
Wegmann engagierte sich im kirchlichen Selbstbesinnungsprozess der Zürcher Disputation im Jahr 1984. Sie förderte das Entstehen der ökumenischen Frauenbewegung in Zürich. Sie trat für eine feministische Theologie und Spiritualität ein. Sie gehörte dem Vorstand des Evangelischen Frauenbunds der Schweiz sowie des Tagungs- und Studienzentrums Boldern in Männedorf an. Sie war Stiftungsrätin des Frauenhaus Zürich. Im Jahr 1982 war sie in Gwatt Mitgründerin des Ökumenenischen Forums Christlicher Frauen in Europa. Sie setzte sich für den Frieden im Kosovo ein.